# Sexodus
Sexodus — пятый альбом Army Of Lovers, вышедший 24 ноября 2023 года, ознаменовал грандиозное возвращение шведского поп-коллектива на музыкальную сцену. Предыдущий студийный альбом "Glory, Glamour and Gold" вышел в 1994 г.
Army Of Lovers официально выпустили свой последний новый материал в 2014 году. Однако девять лет спустя украинская суперзвезда Оля Полякова убедила группу воссоединиться, чтобы записать с ней дуэт "Love Is Blue". В процессе работы группа начала сочинять и записывать новый материал со своими старыми коллегами и продюсерами Андерсом Ханссоном и Андерсом Воллбеком, и результатом стал совершенно новый альбом под названием Sexodus, содержащий в общей сложности десять треков, из которых пять - совершенно новые песни, две перезаписи старой классики Army Of Lovers, и три из них - это треки с реюниона 2010-х годов, которые ранее никогда не издавались в альбомном формате. Вслед за выходом альбома "Sexodus" Army Of Lovers планируют отправиться в турне по Скандинавии и Северной Европе летом 2024 года.
Альбом был издан на виниле, компакт-диске и кассете эстонским филиалом российского лейбла Maschina Records.

## Список композиций
1. Sexodus
2. Love Is Blue (featuring Olya Polyakova)
3. What’s That Look (featuring Tamer Wilde)
4. Romanism
5. Bring Your Love
6. Israelism 2023
7. Clash Of The Titans
8. Tragedy
9. Signed On My Tattoo (featuring Gravitonas)
10. People Are Lonely (featuring Gravitonas)